# 種足村
種足村（たなだれむら）は埼玉県の北東部、北埼玉郡に属していた村。

## 地理
- 河川 - 星川

## 歴史
- 1889年（明治22年）4月1日 - 町村制施行に伴い、上種足村・中種足村・下種足村・戸室村・中ノ目村・西ノ谷村が合併し北埼玉郡種足村が成立する。
- 1943年（昭和18年）4月1日 - 北埼玉郡騎西町・田ヶ谷村・鴻茎村・高柳村と合併し、新たに騎西町となる。
- 1946年（昭和21年）5月1日 - 騎西町が分割され、種足村が再置される。
- 1954年（昭和29年）10月1日 - 騎西町・田ヶ谷村・鴻茎村と合併し、新たに騎西町となる。